# Blens
Blens ist ein Ortsteil der Stadt Heimbach im Kreis Düren. Der Ort hat etwa 300 Einwohner.

## Lage

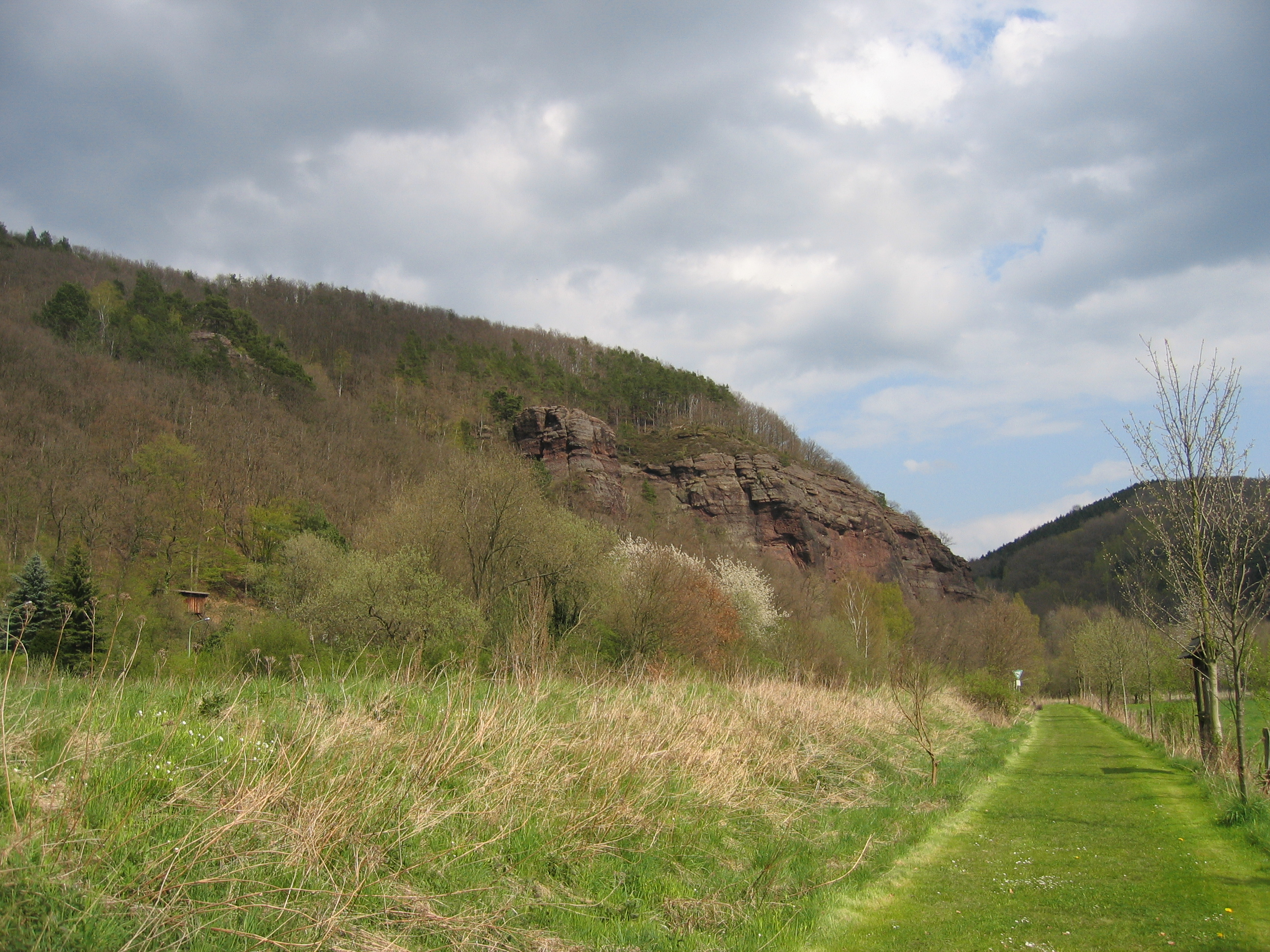
Die Buntsandsteinfelsen gegenüber der Ortslage im Rurtal (2008)

Blens liegt im Tal der Rur in der Rureifel im Nationalpark Eifel. Neben dem Ort ragen hohe Buntsandsteinfelsen empor, die Jufferlei, Breideslei und Engelslei heißen. Sie dürfen seit 1990 nicht mehr bestiegen werden.
Neben Blens liegen Abenden (Stadt Nideggen) und Hausen.

## Geschichte
Die Stadt Heimbach kam mit allen Stadtteilen am 1. Januar 1972 vom Kreis Schleiden zum Kreis Düren und wurde mit der Stadt Nideggen zusammengeschlossen. Am 4. August 1972 entschied das Oberverwaltungsgericht in Münster, dass Heimbach wieder eine eigenständige Kommune wird.

## Burg

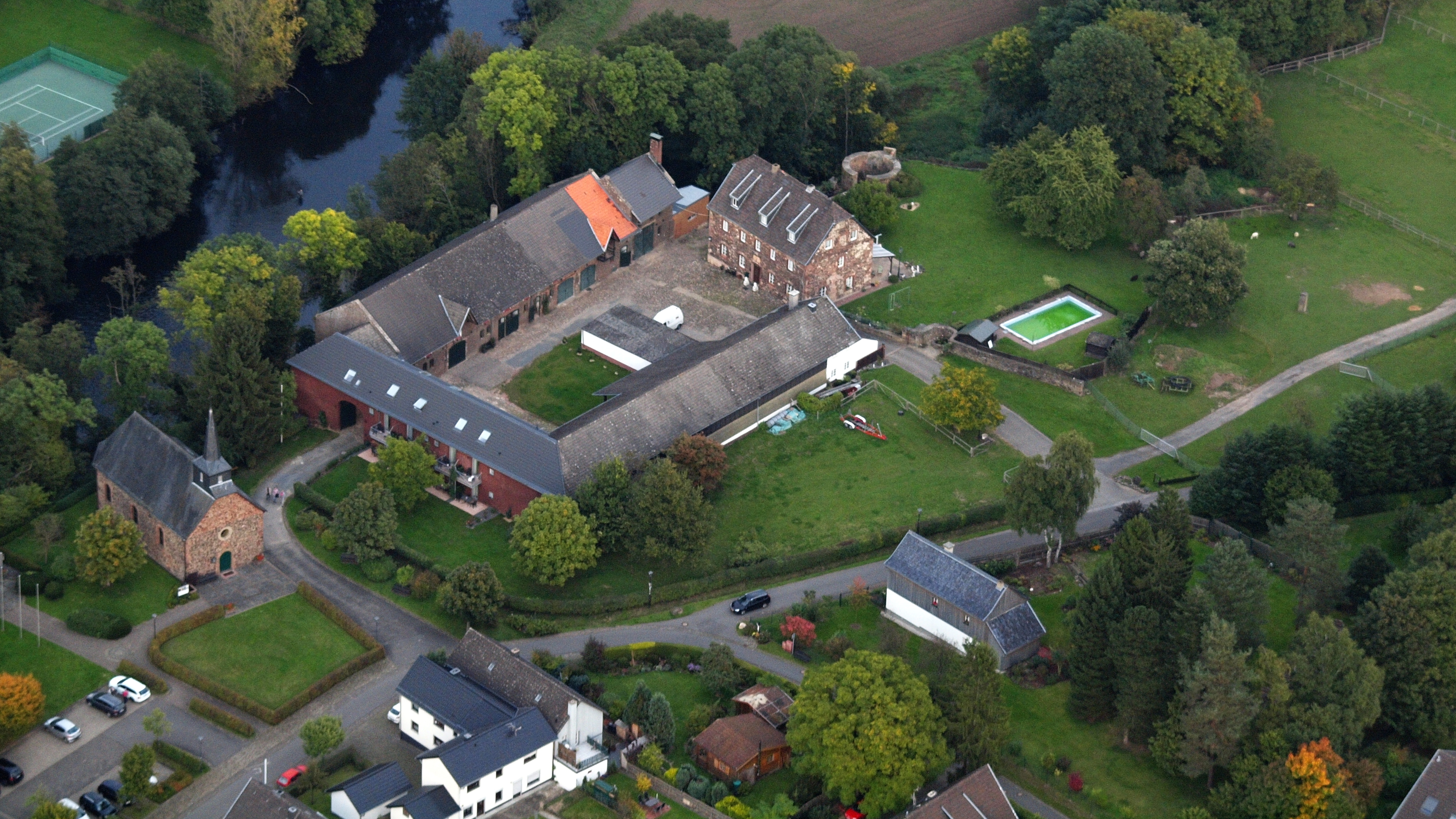
Burg Blens, Luftaufnahme (2015)

Die Burg Blens wurde im 12. Jahrhundert durch die Herren von Blens erbaut. In ihrer heutigen Gestalt stammt sie aus einem Umbau des Jahres 1791. Das zweigeschossige Herrenhaus wird von einem vierflügeligen Wirtschaftshof umgeben. Eine Rärität ist die noch heute erhaltene Pflasterung des Hofes mit Rurkieseln. Die Burg ist bewohnt und befindet sich in Privatbesitz.

## Kirche

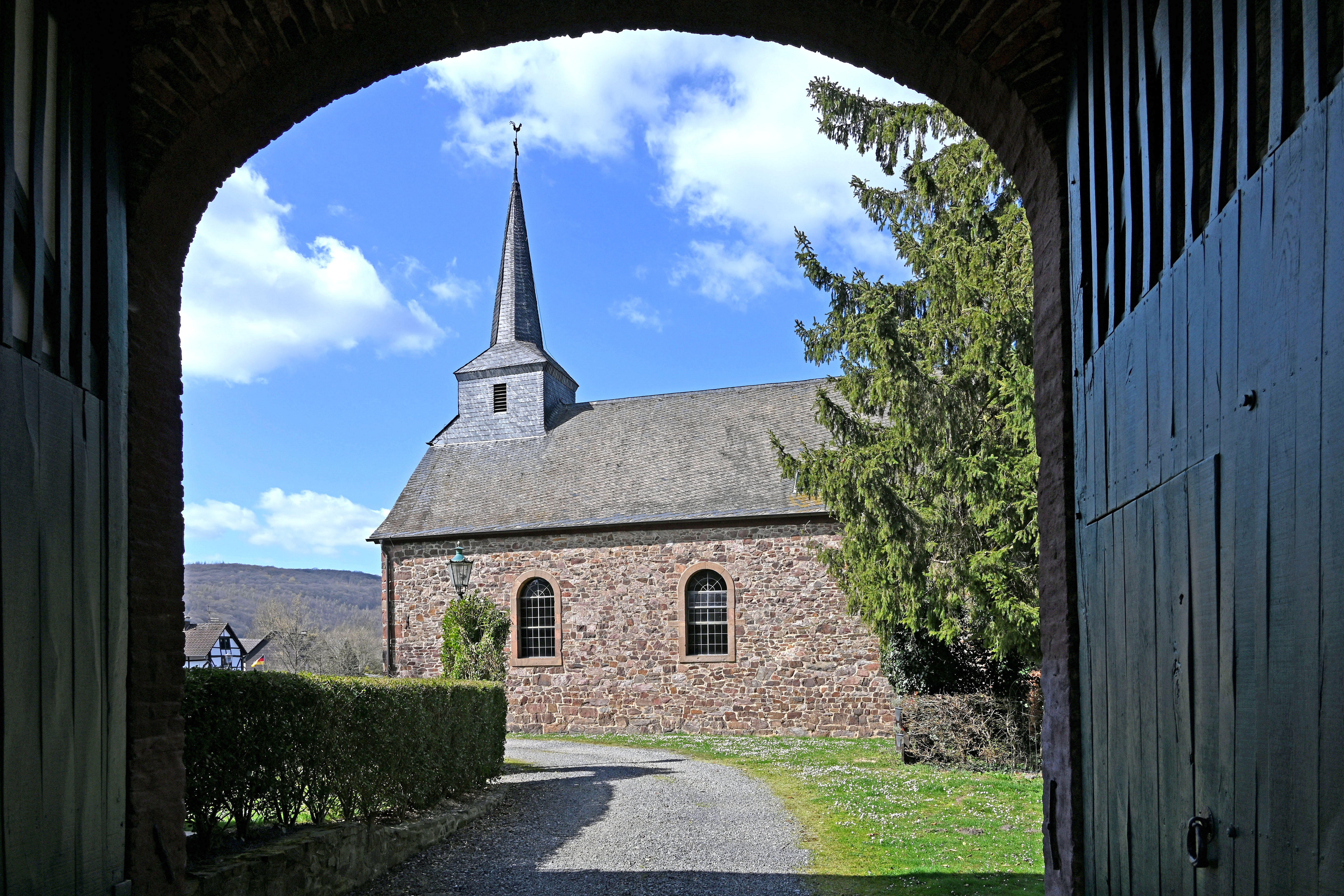
Kapelle St. Georg

Direkt neben der Burg steht die aus Bruchsteinen erbaute St.-Georg-Kapelle aus dem Jahre 1371. Im Jahre 1807 wurde die neue Kapelle eingeweiht und den Heiligen Georg und Blasius geweiht.

## Verkehr

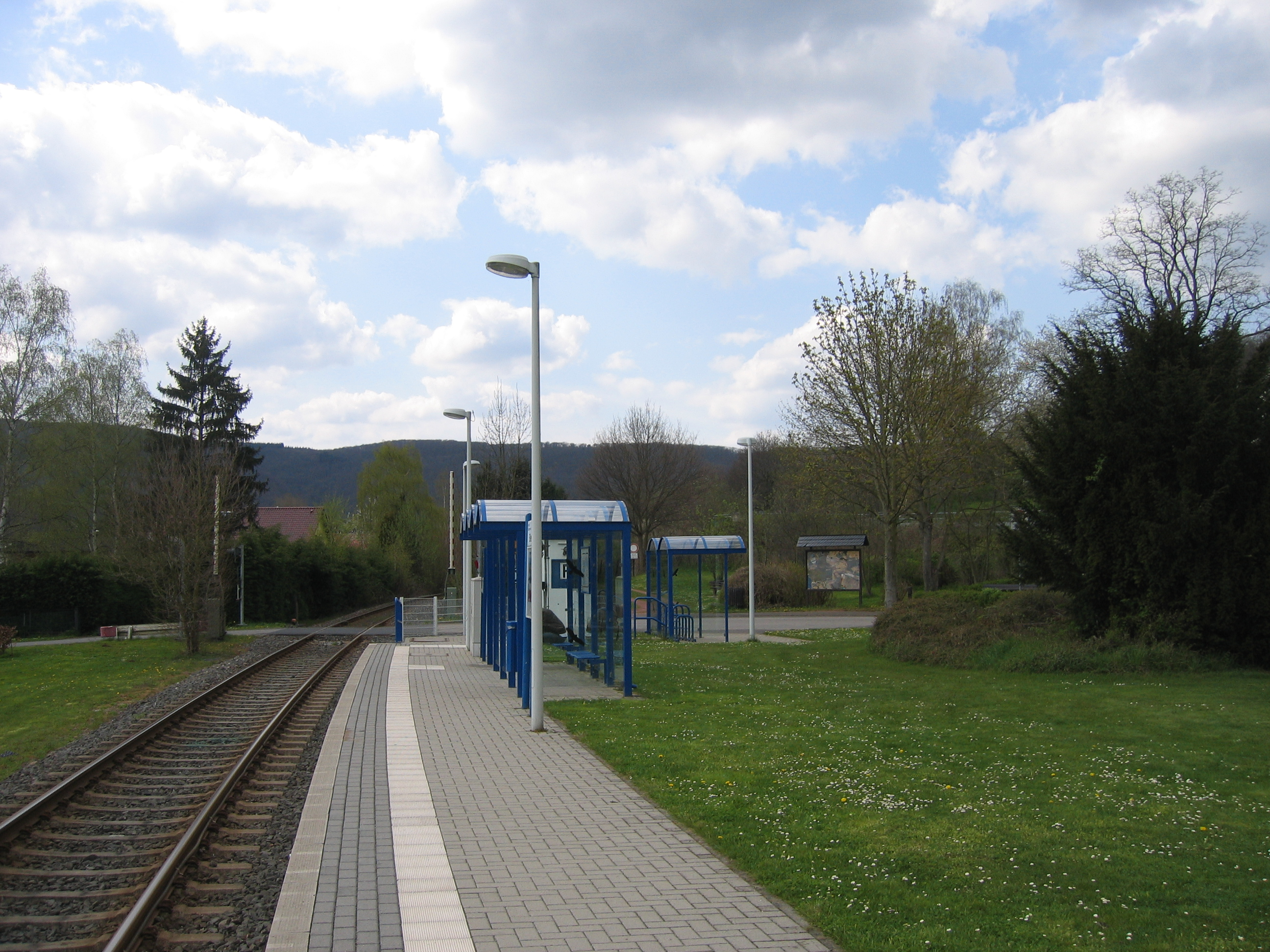
Haltepunkt der Rurtalbahn (2008)

An Blens vorbei führt die Landstraße 249 von Nideggen nach Heimbach. Der Ort hat keinen Durchgangsverkehr. Der öffentliche Personennahverkehr wird durch die Rurtalbahn sichergestellt, denn Blens hat seit 1903 einen Haltepunkt an der Bahnstrecke Düren–Heimbach. Er wurde nach der Übernahme durch die Dürener Kreisbahn (DKB) 1993 saniert.
| Linie | Linienverlauf | Takt   |
| ----- | --- | ------ |
| RB 21 | Rurtalbahn: Düren – Annakirmesplatz – Kuhbrücke – Lendersdorf – Renkerstr/Krankenhaus – Tuchmühle – Kreuzau – Kreuzau, Eifelstraße – Üdingen – Untermaubach-Schlagstein – Obermaubach – Zerkall – Nideggen-Brück – Abenden – Blens – Hausen – Heimbach (Eifel) Stand: Fahrplanwechsel Dezember 2021 | 60 min |

## Wirtschaft
Blens hat sich in den letzten Jahren vom Bauerndorf zum Tourismusort gewandelt. Direkt am Ort gibt es einen großen Campingplatz.

## Sonstiges
- 1985 erhielt Blens im Wettbewerb „Unser Dorf hat Zukunft“ auf Landesebene eine Goldmedaille. 2012 folgte eine Silberplakette, ebenfalls auf Landesebene.
- Im Rahmen eines Dorferneuerungsprogrammes wurde 1994 der Ortskern umgestaltet.
- Die Buntsandsteinfelsen sind wegen der Nistplätze von Wanderfalke und Uhu bereits 1953 als „Vogelfreistätte Buntsandsteinfelsen bei Blens“ unter Naturschutz gestellt worden.

## Persönlichkeiten
- Guido M. Breuer (* 1967), deutscher Schriftsteller, verbrachte seine Jugendjahre in Blens
- Aegidius Lauterbach (* 22. Februar 1768; † 23. Dezember 1851), Pfarrer und (Wieder)-Erbauer der St.-Georgskapelle in Blens